# 미니탭
미니탭(Minitab)은 1972년 펜실베이니아 주립 대학교에서 Barbara F. Ryan, Thomas A. Ryan, Jr., Brian L. Joiner 연구원들이 개발한 통계 패키지이다. 미국 국립표준기술연구소(NIST)의 통계 분석 프로그램인 OMNITAB의 소형 버전으로 시작하였다. OMNITAB의 문서는 1986년에 출판되었으며 그 뒤로 상당한 발전이 이루어지지는 않았다.
미니탭은 펜실베이니아 주의 스테이트 칼리지에 본사를 두고 있는 미니탭(Minitab Inc)사가 배포하고 있다. 또, 미니탭사는 퀄리티 트레이너와 퀄리티 컴패니언도 만들고 있으며 미니탭과 결합하여 사용할 수 있다. 퀄리티 트레이너는 통계 도구 교육과 품질 개선을 위한 이러닝 패키지이며, 퀄리티 컴패니언은 식스 시그마와 린 생산을 관리하기 위한 도구이다.